# پتر د کلرک
پتر د کلرک (انگلیسی: Peter De Clercq؛ زادهٔ ۲ ژوئیهٔ ۱۹۶۶) دوچرخه‌سوار اهل بلژیک است.